# Vochysia ferruginea
Botarrama, areno colorado, barbachele, cuaruba, quillosisa o cenescudo (Vochysia ferruginea) es una especie de árbol perenne, de la familia Vochysiaceae, que se encuentra desde Honduras, Nicaragua y Panamá hasta Bolivia y Brasil, en el bosque húmedo, a menos de 1.200 m de altitud.

## Descripción
Alcanza 30 a 50 m de altura. El tronco tiene entre 40 y 80 cm de diámetro; su corteza es lisa o con pequeñas escamas, con desprendimiento irregular, de color gris oscuro a pardo grisáceo. Hojas simples, opuestas, de 5 a 16 cm de largo y de 2 a 5 cm de ancho. Inflorescencias en panículas delgadas terminales y axilares. Flores con cáliz con 5 lóbulos rojizo anaranjados, uno en forma de espolón alargado y recurvado y 3 pétalos de 1 cm y color amarillo; muy vistosos a florecer. Fruto en cápsula de color verde cuando inmaduro y marrón al madurarse; tiene 2 a 4 cm de largo, con hasta 6 semillas viables por fruto. Semillas aladas, alargadas, con cubierta seminal y pelusas de color marrón.

## Usos
Su madera se utiliza para enchapes, revestimientos interiores, ebanistería, juguetería, palillos para fósforos, artesanía, mangos para brochas y otros herramientas. La medicina tradicional le atribuye a la infusión de su corteza propiedades para curar heridas ulcerantes y como antipirético.